# Saint-Lormel
Saint-Lormel (tiếng Breton: Sant-Loheñvel) là một xã của tỉnh Côtes-d’Armor, thuộc vùng Bretagne, tây bắc Pháp.